# Silkeborg Gymnasium
Silkeborg Gymnasium (tidligere Silkeborg Amtsgymnasium) er et af Danmarks største almene gymnasier med 1.500 elever og ca. 180 ansatte. Gymnasiet ligger nordøst for Silkeborgs centrum.

## Historie
Etablering (1882-1900)
Silkeborg Gymnasiums historie går tilbage til 1882, da frk. Theodora Lang oprettede en pigeskole med 16 elever. Skolen fik i 1886 nye rammer, da en nyopført skolebygning blev taget i brug. I 1887 opnåede skolen ret til at afholde præliminæreksamen.
Th. Langs Gymnasium (1907-77)
I 1907 omdannedes skolen til gymnasium og fællesskole. Skolen fik da navnet Th. Langs Gymnasium. Ligesom de øvrige skoler, som Theodora Lang grundlagde i Silkeborg, blev skolen skænket til den selvejende institution Th.Langs Skoler.
Silkeborg Amtsgymnasium, SAG (1977-2007)
Da skolen blev overtaget af Århus Amt i 1977 skiftede den navn til Silkeborg Amtsgymnasium med forkortelsen SAG. Samme år indviedes de nuværende bygninger ved Oslovej, som er tegnet af arkitekterne Friis og Moltke. Samme bygningsstruktur går igen landet over på adskillige andre gymnasier
Silkeborg Gymnasium, SG (siden 2007)
Gymnasiet blev i forbindelse med strukturreformen 2007 atter selvejende . Ved amternes nedlæggelse ændrede gymnasiet sit navn. Silkeborg Gymnasiums nuværende forkortelse er SG.
På YouTube kan man se Silkeborg Gymnasiums videoer om matematik.

## Kendte studenter
- 1910: Kirstine Koudal, gift Ring, læge, hun var den første student fra Th. Langs Gymnasium - og den eneste i 1910
- 1914: Egon Lauritzen, borgmester i Viborg, folketingsmand[3]
- 1915: Carl Martin Hermansen, kirkeminister
- 1915: Julius Bomholt, kulturminister
- 1915: Oluf Bisgaard, landsdommer
- 1920: Otto Esben-Petersen, overbibliotekar i Aalborg[4]
- 1920: Aage Bertelsen (rektor)
- 1921: Peder Hesselaa, forfatter[5]
- 1924: Søren Sikjær, professor i fysik
- 1927: Børge Aagaard Nielsen, civilingeniør
- 1930: Børge Rossel, stiftamtmand
- 1931: Karl O. Christiansen, kriminolog
- 1932: Niels Ove Lassen, fysiker, dr.phil.
- 1939: Victor Andreasen, chefredaktør
- 1943: Mads Lidegaard, præst, højskolemand
- 1946: Poul Vad, forfatter, redaktør
- 1947: Tage Kaarsted, historiker, kgl. ordenshistoriograf
- 1964: Suzanne Brøgger, forfatterinde, (uafsluttede) studier i russisk og fransk ved Københavns Universitet
- 1964: Karen Thisted, journalist, forfatter
- 1978: Søs Egelind, skuespillerinde og komiker
- 1980: Simon Grotrian, forfatter, lyriker og salmedigter
- 1981: Søren Munch, atlet og journalist
- 1985: Søren Würtz, jurist, maler og forfatter
- 1990: Thomas Jensen, bachelor i statskundskab fra Københavns Universitet og folketingsmedlem
- 1992: Morten Homann, cand.scient.pol. fra Aarhus Universitet og politiker, tidl. folketingsmedlem
- 1993: Peter Ingemann (journalist), tv-vært
- 1993: Rasmus Willig, sociolog
- 1994: Simon Kvamm, sanger og komiker
- 1995: Flemming Fjeldgaard, journalist
- 1999: Marie Koldkjær Højlund, komponist og lydkunstner
- 2006: Jakob Fuglsang, cykelrytter
- 2007: Esben Bjerre, podcast-, radio- og tv-vært.
- 2008: Tobias Hamann, vinder af "Den store Bagedyst 2014"
- 2013: Jonas Risvig, instruktør og fotograf
- 2018: Emma Norsgaard, cykelrytter